# Armand Jung
Pour les articles homonymes, voir Jung.
Armand Jung, né le 13 décembre 1950 à Théding (Moselle) et mort le 31 juillet 2019 à Strasbourg (Bas-Rhin), est un homme politique français. Il fut député et conseiller général du Bas-Rhin et conseiller régional d'Alsace.

## Formation et parcours professionnel
Issu d'une famille de mineurs lorrains, Armand Jung rejoint Strasbourg où il obtient une  maîtrise en droit public ; il intègre le secrétariat général de la ville et de la communauté urbaine de Strasbourg, en 1975, alors dirigées par Pierre Pflimlin.

## Parcours politique
C'est dans les années 1970 qu'Armand Jung entre au Parti socialiste, avec Michel Rocard pour modèle.
Ses domaines de prédilection concernent les associations, le terrain social de chaque quartier de Strasbourg, la défense de l’environnement, le droit des locataires, et celui des personnes en errance, ainsi que la démocratie participative.
Il est élu à la surprise générale au sein du conseil régional d'Alsace en 1986 et est élu au conseil général du Bas-Rhin, en 1988, étant pendant longtemps le seul socialiste de l’assemblée départementale.
En 1997, à la suite de la dissolution de l'Assemblée nationale, Armand Jung devient le suppléant de Catherine Trautmann qui l'emporte de justesse dans la première circonscription de Strasbourg. Lorsqu'elle est nommée ministre de la Culture et porte-parole du gouvernement Jospin, il devient député de Strasbourg.
Le 16 juin 2002, il est élu député pour la XIIe législature dans la première circonscription du Bas-Rhin avec 50,21 % des voix.
Le 17 juin 2007, il est réélu pour la XIIIe législature avec 56,27 % des voix. Il fait partie du groupe socialiste et en est le seul représentant en Alsace.
Le 17 juin 2012, Armand Jung est réélu pour la XIVe législature avec 61,61 % des voix.
Président du groupe d'amitié France-Israël à l’Assemblée nationale, il est le meneur de la dizaine de députés du groupe socialiste qui refusent de signer la proposition de résolution portant sur la reconnaissance de l'État de Palestine et des cinq qui s'abstiennent lors de son vote le 2 décembre 2014,. 
Victime d'un grave malaise cardiaque en novembre 2015, Armand Jung démissionne de son mandat de député au 3 mars 2016, provoquant l'organisation d'une législative partielle dans la première circonscription du Bas-Rhin remportée par son suppléant Éric Elkouby.

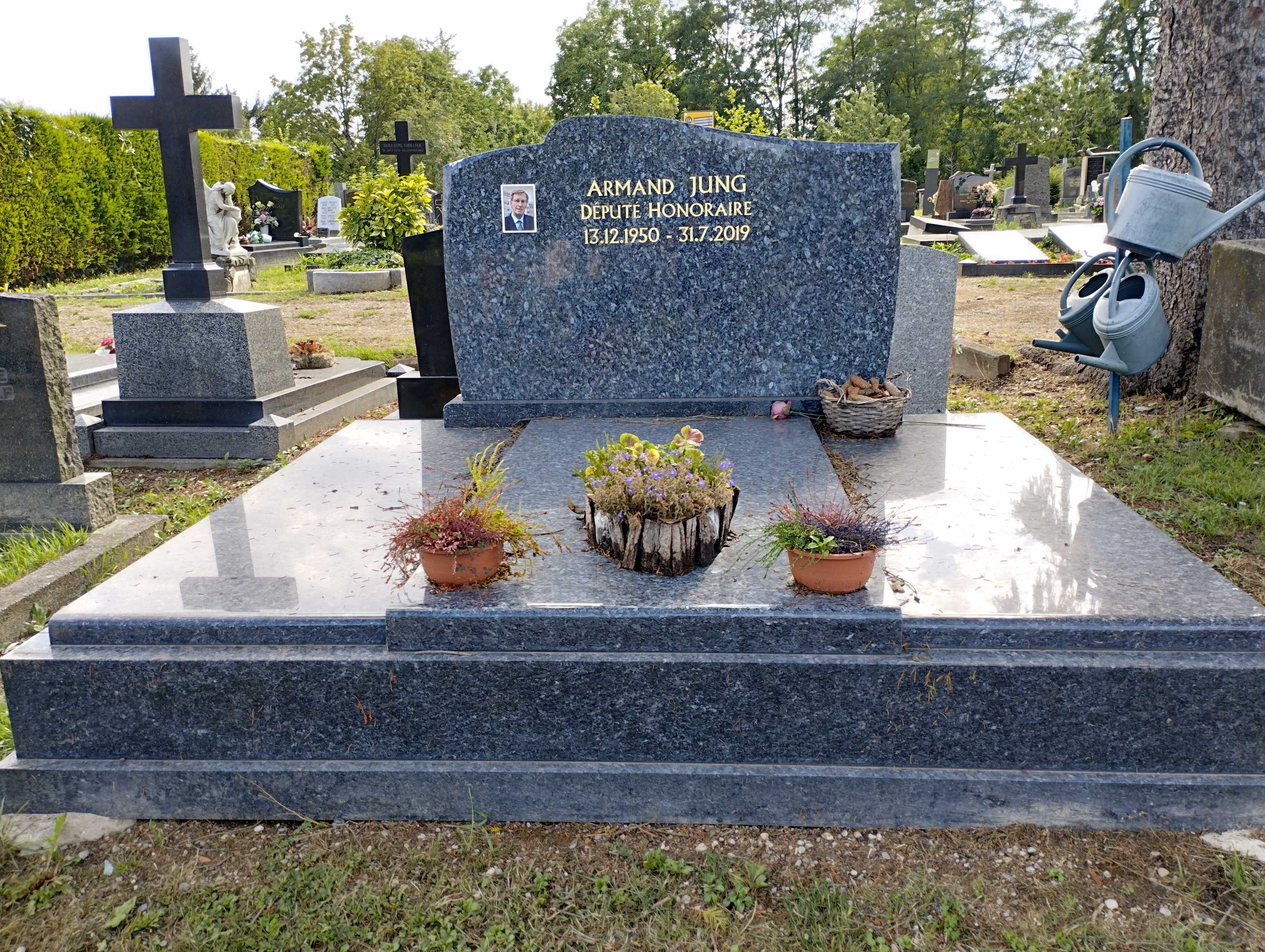
Tombe d'Armand Jung au cimetière Saint-Gall de Strasbourg.

Hospitalisé à la suite d'une hémorragie cérébrale en décembre 2018, Armand Jung meurt le 31 juillet 2019 à l'hôpital de Hautepierre à Strasbourg. Il est inhumé au cimetière Saint-Gall dans la même ville.

## Distinction
- Chevalier de la Légion d'honneur en janvier 2017[6].

### Mandats
- 17/03/1986 - 22/03/1992 : Membre du conseil régional d'Alsace
- 2/10/1988 - 3/01/2011 : Membre du conseil général du Bas-Rhin. Il est élu dans le canton de Strasbourg IX (quartier de Koenigshoffen)
- 23/03/1992 - 15/03/1998 : vice-président du conseil régional d'Alsace
- 5/07/1997 - 18/06/2002 : député[7], (suppléant de Catherine Trautmann, nommée ministre dans le gouvernement de Lionel Jospin)
- 19/06/2002 - 19/06/2007 : député[7]
- 20/06/2007 - 19/06/2012 : député[7]
- 20/06/2012 - 03/03/2016 : député[7]
- Depuis le 27 novembre 2012, Armand Jung préside le Conseil national de la sécurité routière (CNSR)[8].

## Affaires judiciaires
Sur son blog personnel, sa biographie signale que, pour avoir signé, en 1975, une pétition demandant la libération d’appelés du contingent incarcérés qui revendiquaient la possibilité de créer des associations, il est inculpé de « tentative de démoralisation de l’armée » devant la Cour de sûreté de l'État. Il est incarcéré à la prison de Fleury-Mérogis en « détention préventive », durant trois semaines avant d’obtenir un non-lieu.
En 2005, il licencie ses secrétaires et assistantes parlementaires, leur reprochant d'avoir envoyé un courrier au procureur de la République le dénonçant pour l'emploi fictif d'un membre de sa famille. Elles l'attaquent en justice pour licenciement abusif mais sont déboutées en première instance. La cour d'appel de Colmar revient sur cette décision et condamne Armand Jung à verser une indemnité de 10 000 € à chacune d'elles. Le député se pourvoit en cassation mais la Cour de cassation rejette son recours en 2010.